# チシュティー教団

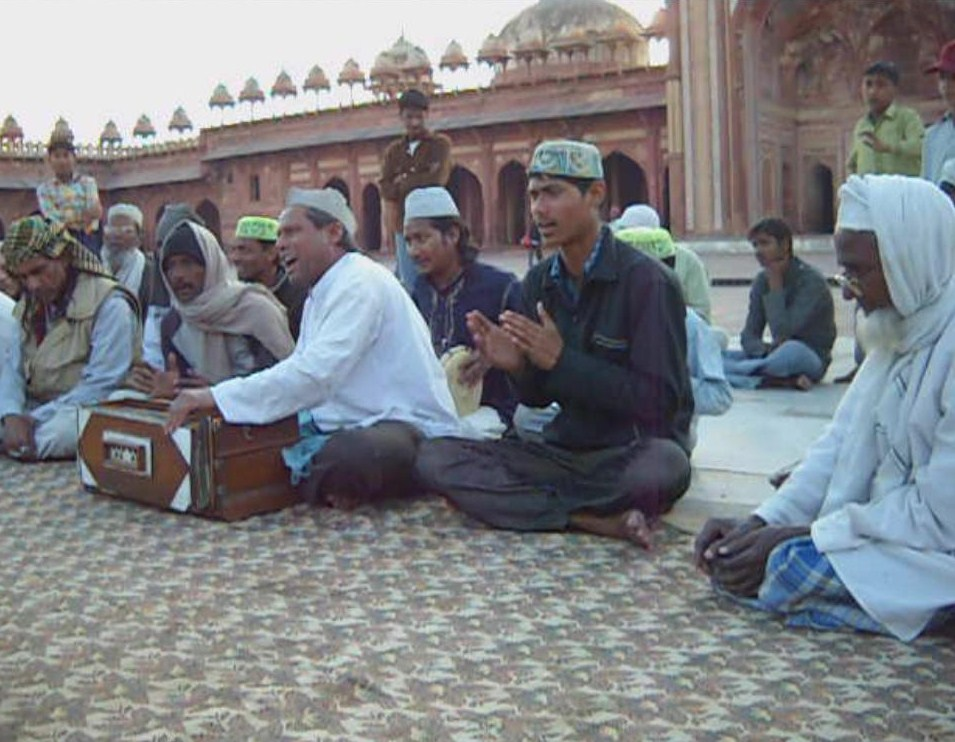
チシュティー教団の金曜礼拝

チシュティー教団は、12世紀以来南アジアで最大の影響力を持つスーフィー教団（タリーカ）であり、地方スーフィズムの先駆的教団としても有名である。宗教音楽「カッワーリー」を保護、発展させてきたことで知られている。

## 歴史
930年頃、アフガニスタンでアブー・イスハーク・シャーミー（シリア人）がチシュティー教団を組織した。12世紀末に聖人フワージャ・ムイーヌッディーン・チシュティー（ペルシア語خواجہ معین الدین چشتی 転写Hazrat Khwāja Mu'īnuddīn Chishtī )がラージャスターン州のアジュメールに道場を開いて以来、活動の拠点はインドに移った。アジュメールには聖人の廟を中心とした建造物群ダルガーが建立され、全国から多くの巡礼が集った。以来、デリー・スルターン朝時代、ムガール朝時代を通じて今日に至るまでインドで最大の影響力を持つタリーカとなっている。

## 人物
チシュティー教団は数々の聖者を輩出しているが、有名なのはムガル朝第四代皇帝のジャハーンギールである。
また、カッワーリーの成立における重要な音楽家アミール・フスローは、聖人ニザームッディーン・アウリヤーの親しい弟子だった。
カッワーリーで有名なアーティスト、ヌスラト・ファテー・アリー・ハーンはこの教団に所属していた。